# Amauropelta salazica
Espèce
Amauropelta salazica est une espèce de fougère de la famille des thélyptéridacées. Elle est endémique de l'île de La Réunion, département d'outre-mer français dans le sud-ouest de l'océan Indien. Très rare, on la rencontre sur tout le territoire insulaire à l'étage oligotherme.